# Yongshun
Yongshun (en chino, 永顺; pinyin, Yǒngshùn) es un condado bajo la administración directa de la Prefectura Xiangxi en la Provincia de Hubei, República Popular China.  Su área es de  3811 km² y su población total para 2015 superó los 530  mil habitantes..

## Administración
Desde julio de 2022, el  condado Yongshun se divide en 23 pueblos que se administran en 12 poblados y 11  villas.

## Toponimia
El topónimo Yongshun se compone de los sinogramas Yong (eternidad) y Shun (obediencia). En el año 1727 durante la dinastía Qing el condado recibió el nombre Yongshun de la frase; obediencia incondicional eterna (永世归顺 Yǒngshì guīshùn).